# Hermann Raster
Hermann Raster (Zerbst, Anhalti Hercegség, 1827. május 6. – Bad Kudowa, Szilézia, 1891. július 24.) német-amerikai író, szerkesztő, újságíró, politikus és forradalmár. Arisztokrata családba született, édesapja Christian Raster volt. 1851-ben menekült Amerikába, miután az 1848-as szabadságharcokat támogatta. Önéletrajza halála után Reisebriefe von Hermann Raster címen jelent meg.